# 马尔秋什
马尔秋什（羅馬化：Martyush）是俄罗斯斯维尔德洛夫斯克州的市级镇，为该州卡缅卡区规模最大聚居地。地处斯维尔德洛夫斯克州南部，位于鄂毕河流域托博尔河一支流伊谢季河右岸，在州府叶卡捷琳堡东南方，北与区行政中心乌拉尔地区卡缅斯克隔河相望。靠近该州与车里雅宾斯克州、库尔干州的州界。
该地2022年人口有3,688人；2010年人口3,994人；2002年人口4,179人。